# 阿德里安 (喬治亞州)
阿德里安（英語：Adrian）是一個位於美國喬治亞州伊曼紐爾縣和約翰遜縣的城市。

## 地理
阿德里安的座標為32°31′55″N 82°35′26″W / 32.53194°N 82.59056°W，而該地的平均海拔高度為87米（即286英尺）。

## 人口
根據2010年美國人口普查的數據，阿德里安的面積為3.68平方千米，當中陸地面積為3.56平方千米，而水域面積為0.12平方千米。當地共有人口664人，而人口密度為每平方千米180.43人。